# 贝墩镇
贝墩镇是中国广东省河源市和平县下辖的一个镇，位于和平县东部。贝墩镇下辖1个社区17个村，总人口2.7942万人。区内有三座中型水电站，80多处温泉，还有沸石、稀土等矿产资源。农业特产有贝墩酒、贝墩豆腐、贝墩牛肉干、贝墩腐竹等。

## 行政区划
贝墩镇下辖以下村级行政区划单位
街道社区、石村、共荣村、电光村、武联村、新南村、贝溪村、强新村、慎行村、河溪村、大塘村、树华村、三多村、南坝村、上溪村和下溪村。